# John Baptist Wang Xiaoxun
John Baptist Wang Xiaoxun (chiń. 王曉勳; ur. 19 stycznia 1967) – chiński duchowny katolicki, prefekt apostolski Xing’anfu od 2022.

## Życiorys
Święcenia kapłańskie otrzymał w lipcu 1992.
Został wybrany biskupem koadiutorem Xing’anfu. Sakrę biskupią przyjął z mandatem papieskim 30 listopada 2016. Po śmierci biskupa Johna Baptista Ye Ronghua 28 sierpnia 2022 objął rządy w diecezji.